# Jirón de la Unión
La rue de l'Union (espagnol : Jirón de la Unión) est une rue du damier de Pizarro dans le centre historique de Lima, la capitale du Pérou. Durant longtemps le jirón a été la voie de circulation la plus importante de la ville, la plus « aristocratique ».  Ultérieurement, à la suite de la dégradation du centre historique de Lima, le jirón de la Union a perdu son caractère aristocratique devenant une artère commerciale après la réhabilitation de la zone.